# USS Nantasket (1867)
USS Nantasket – parowiec o napędzie śrubowym. Stępkę okrętu położono w stoczni Boston Navy Yard w 1864. Został zwodowany 15 sierpnia 1867, matką chrzestną była panna Emma Hartt. Wszedł do służby 22 października 1869, pierwszym dowódcą został Lt. Comdr. F. M. Bunce.
Został przydzielony do Eskadry Północnego Atlantyku (ang. North Atlantic Squadron). Jednostka stacjonowała w Samana Bay na Santo Domingo przez następne dwa lata. Gdy bazował na tej wyspie odbył kilka krótkich podróży przewożąc wiadomości do amerykańskich urzędników przebywających na różnych wyspach położonych na Karaibach. Od czasu do czasu przewoził też urzędników jako pasażerów. Pełnił taką służbę do 30 kwietnia 1872, gdy został zastąpiony przez parowiec „Nipsic”. Opuścił Samana Bay 5 czerwca i popłynął Key West, gdzie dotarł 8 czerwca. 
Został wycofany ze służby w Portsmouth Navy Yard i pozostał w rezerwie do czasu skreślenia z listy okrętów floty 22 lipca 1875. Został sprzedany w 1883.